# Scaphium
Scaphium là một chi chứa khoảng 8 loài thực vật có hoa trong phân họ Sterculioideae của họ Malvaceae.

## Các loài
- Scaphium affine (Mast.) Pierre, 1889
- Scaphium burkillfilii Kosterm., 1968
- Scaphium linearicarpum (Mast.) Pierre, 1889
- Scaphium longiflorum Ridl., 1916
- Scaphium longipetiolatum (Kosterm.) Kosterm., 1965
- Scaphium macropodum (Miq.) Beumée ex K.Heyne, 1927 - Lười ươi, ươi, thạch, lù noi, hương đào, bạng đại hải, đười ươi, sam rang, som vang, đại động quả, an nam tử.
- Scaphium parviflorum P.Wilkie, 2008
- Scaphium scaphigerum (Wall. ex G. Don) G.Planch., 1876